# Pinanga javana
Pinanga javana är en enhjärtbladig växtart som beskrevs av Carl Ludwig von Blume. Pinanga javana ingår i släktet Pinanga och familjen palmer.
Artens utbredningsområde är Java. Inga underarter finns listade i Catalogue of Life.